# Pematang Kijang
Pematang Kijang is een bestuurslaag in het regentschap Ogan Komering Ilir van de provincie Zuid-Sumatra, Indonesië. Pematang Kijang telt 1804 inwoners (volkstelling 2010).